# Абрамович, Александр Владимирович
Александр Владимирович Абрамович (9 [21] февраля 1900, Одесса, Херсонская губерния, Российская империя — 8 октября 1988, Кишинёв, Молдавская ССР, СССР) — советский музыковед, заместитель директора Одесской (1933—1941) и Кишинёвской (1954—1957) консерваторий, до конца жизни являлся профессором последней.

## Биография
Родился 9 февраля (по старому стилю) 1900 года в Одессе, в семье врача Владимира Мордковича Абрамовича и Надежды Соломоновны Абрамович (1878—1943). Внук классика еврейской литературы Менделе Мойхер-Сфорима.
Окончил Одесский музыкально-театральный институт имени Л. Бетховена (ныне Одесская национальная музыкальная академия имени А. В. Неждановой) в 1924 году по классу фортепиано Б. И. Дронсейко-Миронович, в 1926 году — юридический факультет Одесского института народного хозяйства.
В 1924—1930 годах — преподаватель музыкальной литературы, заведующий учебной частью музыкальных курсов. В 1929—1941 годах — преподаватель истории музыки в Одесском музыкальном техникуме, с 1930 года читал историю музыки в Одесской государственной консерватории, в 1933—1941 годах — заместитель директора по научной и учебной работе, с 1935 года — доцент.
В 1941—1949 годах преподавал в Иркутском музыкальном училище. Был редактором музыкального вещания на радио. В 1949—1970 годах заведовал кафедрой истории музыки Кишинёвской государственной консерватории (в 1954—1957 годах заместитель директора этой консерватории).
Публиковал статьи, посвящённые истории музыки Молдавии.
Член Союза композиторов Молдавии с 1957 года. Награждён медалями и почётными грамотами.
Умер 8 октября 1988 года в Кишинёве, похоронен на Кладбище «Дойна».

## Семья
- Дочь — Елена Александровна Абрамович (1933—2015), доцент кафедры теории музыки Института искусств в Кишинёве.
- Брат — Виктор Владимирович Абрамович (29 декабря 1901 — ?)[6], микробиолог, заведующий кафедрой микробиологии Одесского медицинского института[7]. Сестра — Анна Владимировна Абрамович (15 июня 1904 — ?)[8], концертмейстер Одесского оперного театра.
- Дядя — Михаил Соломонович Абрамович, поэт и переводчик.
- Двоюродный брат — Всеволод Михайлович Абрамович, авиатор.